# Værdiforsendelse
En værdiforsendelse udgør en værdifuld forsendelse. Det kaldes også for værdipost, når det sendes som postforsendelse. Når der sendes værdforsendelser foretages en række ekstra sikkerhedsforanstaltninger. En værdiforsendelse kan både sendes som brev eller som postpakke. Typiske værdibrevforsendelser kan indeholde dyre smykker, penge eller ihændehaverpapirer.

## Værdiforsendelse via Post Danmark
Post Danmark tilbyder værdiforsendelser af breve og pakker. Værdien af penge og ihændehaverpapirer i værdiforsendelser til Danmark må ikke overstige 40.000 kr. pr. brev. Forsendelser er forsynet med stregkode, og der skal altid kvitteres for udlevering af værdiforsendelser. 